# Friedrich Schiller - Eine Dichterjugend
Friedrich Schiller - Eine Dichterjugend er en tysk stumfilm fra 1923 af Curt Goetz.

## Medvirkende
- Theodor Loos som Friedrich Schiller
- Hermann Vallentin som Karl Eugen von Württemberg
- Isabel Heermann som Franziska von Hohenheim
- Max Pategg som Johann Kaspar Schiller
- Ilka Grüning som Elisabeth Dorothea, seine Frau
- Robert Leffler som Pastor Christoph Moser
- Egmont Richter som Christian Friedrich Daniel Schubart
- Berta Monnard som Seine Frau